# Louis Armstrong
Louis Daniel Armstrong (New Orleans, 4 augustus 1901 – New York, 6 juli 1971) was een Amerikaans jazztrompettist, zanger, acteur en entertainer. Zijn bijnaam was Satchmo of Satch, een afkorting voor Satchelmouth (buidelmond). Hij was ook bekend als Dippermouth, net als Satchmo een referentie aan zijn grote mond. Door vrienden en collega's werd hij meestal aangesproken met Pops, een naam die hij zelf ook voor anderen gebruikte (met uitzondering van Pops Foster, die hij steevast George noemde).
Hoewel zijn carrière begon in de jaren twintig, kennen zelfs huidige generaties hem nog van nummers als What a Wonderful World, Hello Dolly en It Takes Two to Tango, die hij met zijn karakteristieke, rauwe stem vertolkte.

## Geboortedag
Armstrong beweerde publiekelijk altijd dat hij niet wist wanneer hij jarig was, maar dat hij het altijd vierde op 4 juli (de Amerikaanse Onafhankelijkheidsdag). Armstrong gaf als jaar van zijn geboorte meestal 1900 op, behalve op officiële overheidsdocumenten (daarin staat 1901). Zijn geboortedatum (4 augustus) werd later teruggevonden door muziekhistoricus Tad Jones in de dooparchieven van de rooms-katholieke kerk waar Armstrongs grootmoeder hem had laten dopen. Deze datum, ondersteund door andere documenten, wordt tegenwoordig door Armstrong-kenners als juist geaccepteerd.
Armstrong was een telg van een arme familie in New Orleans. Ten tijde van zijn overlijden in 1971 werd hij beschouwd als een van de belangrijkste musici van de twintigste eeuw. In een eerbetoon aan Armstrong zei Bing Crosby "Hij was de enige musicus aller tijden, die niet door iemand anders vervangen kon worden". Miles Davis zei over hem "Je kunt niets op een blaasinstrument spelen dat Louis niet al gespeeld heeft". En Duke Ellington zei "Hij werd arm geboren, stierf rijk, en heeft in de tussentijd niemand benadeeld".

## Belang
De door Armstrong bereikte mijlpalen vallen in drie categorieën:
- Zijn talenten als instrumentaal virtuoos omvatten een unieke, eigen stijl van spelen en een buitengewoon talent voor melodische improvisatie. Als neveneffect van zijn talent ontwikkelde de trompet zich tot solo-instrument binnen de jazz. Hij begon zijn carrière op een kornet (een op een trompet gelijkend instrument met een zachtere klank - zeer populair bij de musici van New Orleans en tegenwoordig gebruikt in Brass Bands) maar stapte later over op trompet, om in zijn tijd bij het Fletcher Henderson Orchestra niet uit de toon te vallen bij de andere instrumentalisten in zijn sectie. Naast zijn talenten als solist was hij een uitmuntend muzikaal begeleider en ensemble-speler. Met alles wat hij bereikte, legde hij de lat hoger voor zijn opvolgers.
- Zijn zangkunst. Bekend om zijn rauwe, raspende stem was hij ook hier een meester der improvisatie in melodie en liedtekst om deze aan te passen aan de noden van zijn uitvoering. Beroemd is zijn introductie van het woordeloos vocaliseren, later bekend als scat. Vóór Armstrong zongen zangers altijd het lied; na hem werd het geaccepteerd om als uitvoerder een eigen stempel op het nummer te drukken.
- Zijn indrukwekkende persoonlijkheid, zowel als entertainer als later als publiek figuur. Zijn persoonlijkheid was zo sterk dat deze soms zijn bijdragen als musicus en zanger overschaduwde. Als acteur speelde hij in een aantal bijrollen in Hollywood-producties (waaronder Pennies from Heaven, High Society en A Man Called Adam) en was hij de eerste Afro-Amerikaan die in de Verenigde Staten een nationaal uitgezonden radioprogramma presenteerde.

## Levensloop

### Familie

#### Ouders
Armstrong bracht zijn armoedige jeugd door in een ruwe wijk in het centrum van New Orleans. Zijn vader, William (Willie) Armstrong, was reeds vertrokken toen Louis geboren werd. Zijn moeder, Mary Ann (Mayann) Albert zorgde in eerste instantie voor Louis en zijn halfzus Beatrice Armstrong Collins (*1903). Enige tijd na de geboorte van Beatrice vertrok ook de moeder van Armstrong: ze ging weer werken in de prostitutie. In tegenstelling tot zijn vader, die hij nooit gekend heeft, had Louis Armstrong wel een goede band met zijn moeder. Later zou hij haar ook regelmatig uitnodigen. Mogelijk is zijn vader snel vertrokken omdat hij vermoedde dat hij niet de echte vader was - Mary Ann werkte toen waarschijnlijk ook reeds in de prostitutie. Willie Armstrong stichtte een nieuw gezin waarmee hij wel goede banden had.

#### Huwelijken

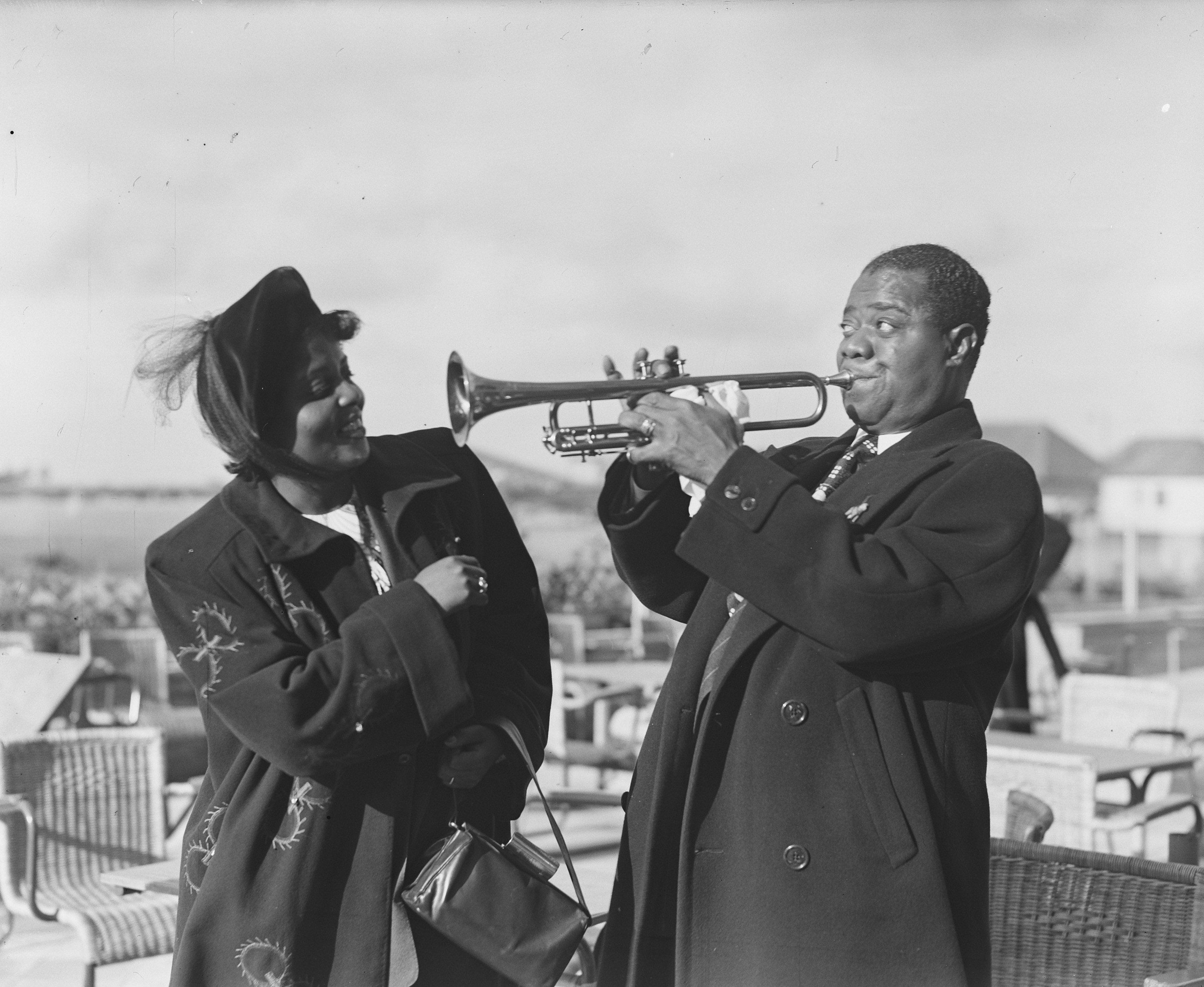
Armstrong en Lucille Wilson (Schiphol, 1949)

Louis Armstrong trouwde viermaal. In 1918 huwde hij de 21-jarige Daisy Parker. Zij was een knappe prostituee, die agressief kon reageren. Het koppel werd dan ook meermaals gearresteerd voor geweld. Nog in het eerste jaar van hun huwelijk adopteerde Armstrong het driejarige kind van zijn nicht Flora, die in 1915 kort na de geboorte van het kind stierf. De zoon, Clarence Hatfield Armstrong (Louis Armstrong gaf hem zijn familienaam) was geestelijk gehandicapt. Louis Armstrong zorgde levenslang voor de jongen. Clarence overleefde hem, hij stierf in 1998. In 1923 scheidde Armstrong van Daisy Parker, nadat ze reeds geruime tijd uit elkaar waren.
In 1924 trouwde Armstrong met de pianiste Lil Hardin. Eind jaren 1920 gingen ze elk hun eigen weg. In 1931 gingen ze uit elkaar, maar pas in 1938 volgde de officiële scheiding.
Datzelfde jaar, in 1938, trouwde Armstrong met Alpha Smith, waarmee hij reeds een tiental jaren een relatie had. In 1942 scheidden ze.
Armstrong was toen een relatie begonnen met Lucille Wilson, een danseres uit de Cotton Club. In 1942 trouwden ze. Ze bleven samen tot de dood van Louis Armstrong. Lucille Wilson overleed in 1983.
Officieel had Armstrong geen eigen kinderen. In 2012 beweerde een 55-jarige vrouw wel dat ze de dochter was van Armstrong.

### Muziek

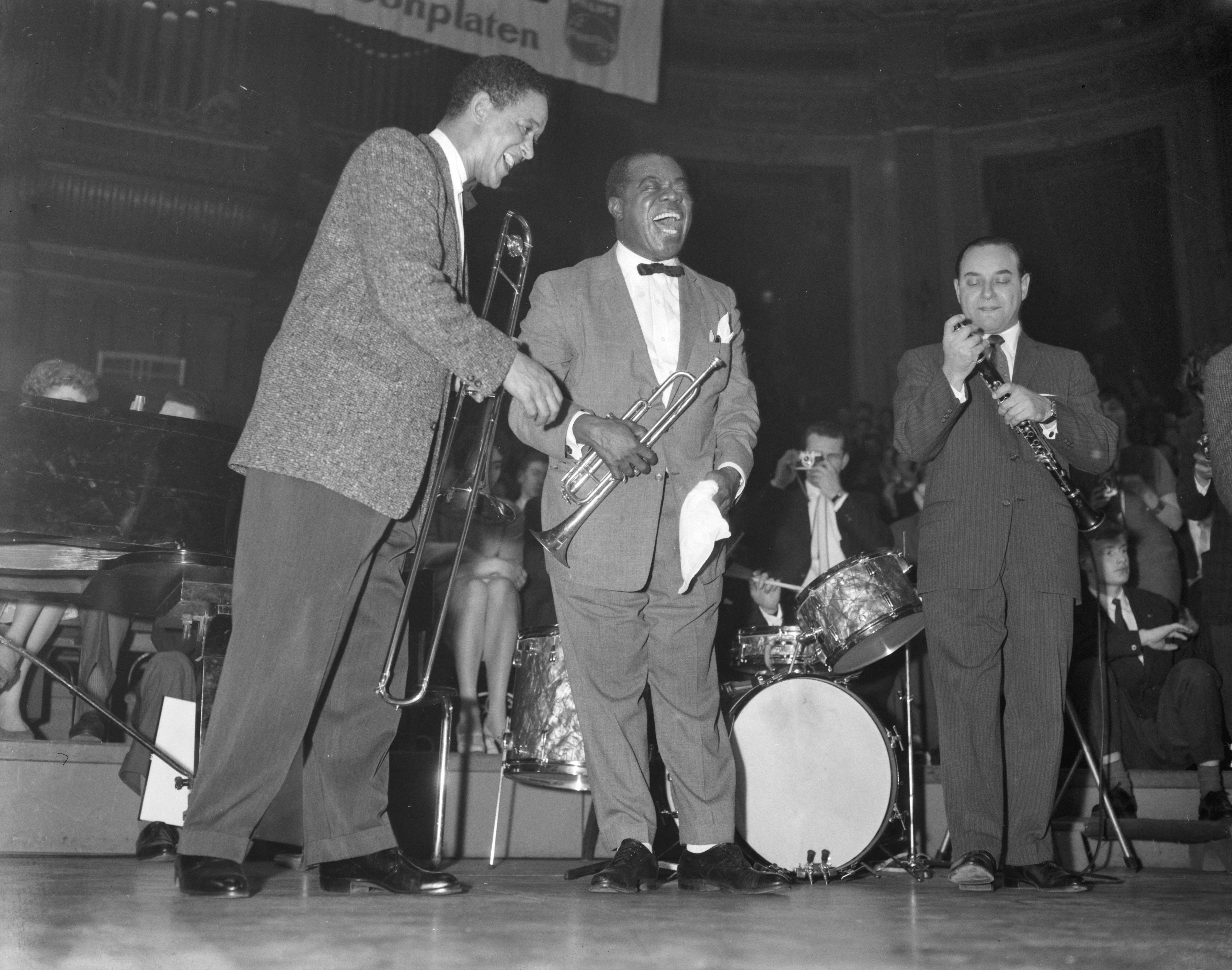
Armstrong in het Concertgebouw (1959)

Armstrong leerde de kornet bespelen in de band van het New Orleans tehuis voor Jonge, Verwaarloosde Kleurlingen, waar hij heen gezonden werd omdat hij bij een Nieuwjaarsviering een pistoolschot gelost had. Hij volgde brassband parades en luisterde wanneer hij maar kon naar oudere musici, pikte het vak op van Bunk Johnson, Buddy Petit en vooral van "King" Joe Oliver, die de rol van mentor (en bijna van vader) voor de jonge Armstrong op zich nam. Later speelde Armstrong in diezelfde brassbands op de rivierboten van New Orleans en begon voor het eerst rond te reizen toen hij bij de vooraanstaande band van Fate Marable kwam, die rondtoerde op stoomboten op de Mississippi; hij beschreef later zijn tijd bij Marable als zijn "studententijd", omdat hij hier een enorme ervaring opdeed met uitgeschreven orkestraties. Toen Joe Oliver in 1919 uit New Orleans vertrok, nam Armstrong zijn plaats in in de band van Kid Ory, destijds de meest swingende jazzband in de stad.
In 1922 ging Armstrong mee met de grote exodus naar Chicago, waar hij door Joe Oliver uitgenodigd was om mee te doen in diens Creole Jazz Band. In het begin van de jaren twintig, in een tijd waarin Chicago op jazzgebied het centrum van de wereld was, was Olivers band de beste, ‘hotste’ en meest toonaangevende jazzband van heel Chicago. Hun opnamen uit 1923 worden nog steeds beschouwd als schoolvoorbeelden van New Orleans Jazz in ensemblestijl.
Armstrong had het naar zijn zin bij Oliver, maar zijn vrouw, Lil Hardin Armstrong, vond dat hij hoger gewaardeerd moest worden. Armstrong en Oliver gingen in 1924 vriendschappelijk uit elkaar en Armstrong vertrok naar New York om bij de Fletcher Henderson Orchestra - in die dagen de crème de la crème van zwarte bands - te gaan spelen. Daarnaast maakte hij solo-opnamen die verzorgd werden door zijn oude vriend uit New Orleans, de pianist Clarence Williams. In 1925 keerde hij terug naar Chicago en begon onder zijn eigen naam opnamen te maken met zijn beroemde Hot Five en Hot Seven bands. Zij scoorden hits als Potato Head Blues, Muggles (een referentie aan Armstrongs levenslange hobby, marihuana) en West End Blues, de muziek waarvan hij in de daaropvolgende jaren de standaard en de toon zette. Melancholy Blues, uitgevoerd door Armstrong en zijn Hot Seven band, was bij de muziekstukken die op de gouden plaat meegingen met de Voyager-sonde als een van de grootste mijlpalen der mensheid.
In 1929 keerde Armstrong terug naar New York, verhuisde in 1930 naar Los Angeles en toerde daarna door Europa. Hij spendeerde jaren achter elkaar aan de ene tournee na de andere tot hij in 1943 uiteindelijk permanent neerstreek in Queens in New York.
Als live performer bleef hij groeien en zijn optredens in nachtclubs werden enorm populair.
Hoewel hij onderhevig was aan de wisselvalligheden van Tin Pan Alley, en de van gangsters doordrenkte muziekindustrie, bleef hij zich ontwikkelen en het publiek aanspreken. Hij bleef de volgende 30 jaar rondreizen en one-night-stand optredens geven in een slopend schema van 300+ dagen per jaar. Hij trad op in meer dan 30 films.
Zijn meeste tournees na het eind van de jaren veertig werden begeleid door zijn band de All Stars, waarin Barney Bigard, Jack Teagarden, Earl Hines, Trummy Young en Barrett Deems meespeelden. Ook bleef hij veelvuldig opnamen maken.

### Dood
Tegen het advies van zijn arts in, speelde Armstrong in maart 1971 gedurende twee weken in de Waldorf-Astoria Empire Room. Aan het einde hiervan werd hij opgenomen in het ziekenhuis vanwege een hartaanval. Hij werd ontslagen uit het ziekenhuis in mei, en speelde al snel weer op zijn trompet. Armstrong stierf aan een hartaanval in zijn slaap op 6 juli 1971, een maand voor zijn 70e verjaardag. Hij werd begraven op Flushing Cemetery, Flushing te Queens, New York.
De toenmalige president van de Verenigde Staten, Richard Nixon, liet bij het overlijden van Louis Armstrong het volgende noteren: "Mevrouw Nixon en ikzelf delen in het verdriet van miljoenen Amerikanen bij de dood van Louis Armstrong, een van de architecten van een Amerikaanse kunstvorm, een vrije en persoonlijke geest en een kunstenaar van wereldfaam. Zijn enorme talent en bewonderenswaardige levenslust hebben al onze levens verrijkt en met vreugde vervuld."

## Muzikale loopbaan

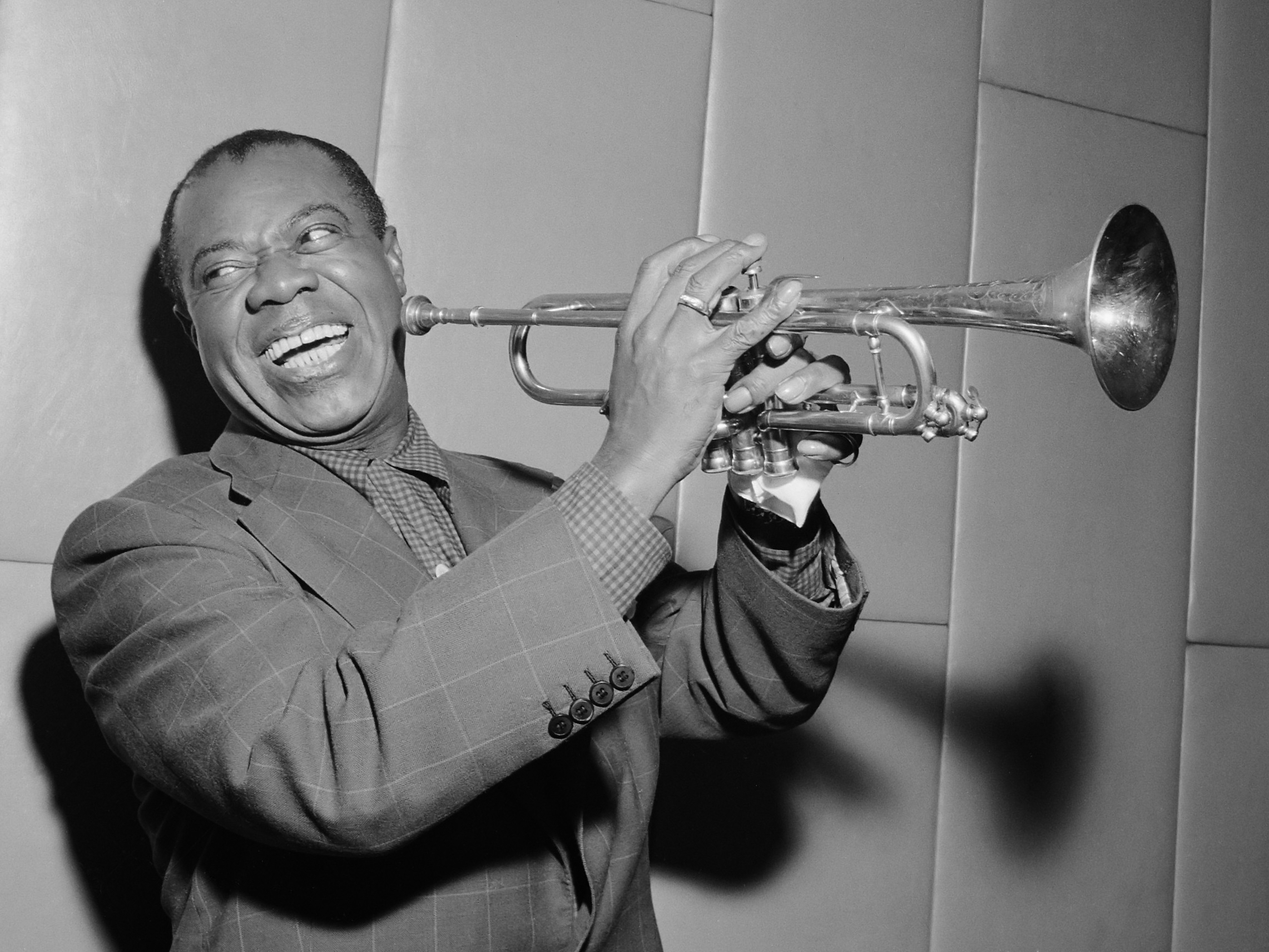
Louis Armstrong (1955)

In zijn vroege jaren was Louis Armstrong het bekendst om zijn meesterschap op kornet en trompet. Het summum van zijn trompetwerk uit zijn vroege jaren is te horen op zijn Hot Five en Hot Seven-platen. Zijn op deze platen vastgelegde improvisaties van New Orleans jazzstandards en populaire werken van die tijd zijn ook tegenwoordig nog briljant, ook in vergelijking met enig werk dat later gemaakt is. Ze zitten vol met geïnspireerde melodieën, creatieve sprongen en subtiele, ontspannen of gedreven ritmes. Het pure genie van deze creatieve passages wordt geëvenaard door de techniek van Armstrong die, gescherpt door constante oefening, de reikwijdte, toon en mogelijkheden van de trompet uitbreidde. Op deze platen schiep Armstrong vrijwel in zijn eentje de rol van de jazzsolist, nam hij iets dat in feite een collectieve volksmuziekvorm was en vormde deze om tot een vorm van kunst en individuele expressie die de klassieke muziek naar de kroon stak.
Naarmate zijn muziek groeide en zijn populariteit toenam, werd ook zijn zang belangrijker. Armstrong was niet de eerste die opnamen maakte van scat als zangvorm, maar hij was er wel de heer en meester van - en degene die het populair maakte. Met zijn spel en zang had hij de hit Heebie Jeebies en terwijl hij I'm A Ding Dong Daddy From Dumas opnam, zong hij luidkeels "I done forgot the words" ("Ik ben de woorden kwijt"). Dergelijke platen werden hits en scat werd een belangrijk onderdeel van zijn optredens. Armstrong was echter al veel eerder aan het experimenteren met zijn vocale arsenaal door het strekken en inkrimpen van uitdrukkingen, het inbrengen van improvisaties, het even creatief gebruiken van zijn stem als zijn trompet.
Armstrong was eclectisch, met interesses die zich uitstrekten van de meest aardse blues tot de mierzoete arrangementen van Guy Lombardo, tot Latijns-Amerikaanse volksliedjes tot klassieke symfonieën en opera. Armstrong bracht al deze invloeden samen in zijn optredens, waarbij hij soms fans verbijsterde en verwarde die liever hadden dat hij zich beperkte tot makkelijke, gelimiteerde categorieën.
Gedurende zijn carrière trad hij op met de grootste en belangrijkste instrumentalisten en vocalisten van de jazz en blues; onder hen waren Jimmy Rodgers, Bing Crosby, Duke Ellington, Fletcher Henderson, Bessie Smith en bovenal Ella Fitzgerald. Met Fitzgerald nam hij drie albums op: Ella & Louis, Ella & Louis Again en voor Verve Records van Norman Granz de muziek van de moderne opera Porgy and Bess.
Zijn platen Satch Plays Fats—een verzameling nummers van Fats Waller—en Louis Armstrong Plays W.C. Handy in de jaren vijftig waren wellicht de laatste van zijn echt creatieve werken, maar zelfs rariteiten als Disney Songs the Satchmo Way hebben hun muzikale momenten.

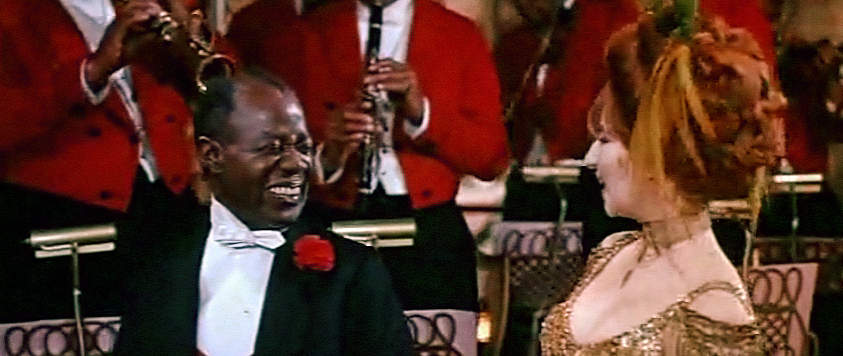
Louis Armstrong en Barbra Streisand

Gesponsord door het Amerikaanse ministerie van buitenlandse zaken ondernam hij een succesvolle wereldtournee door Afrika, Europa en Azië. Tegen het einde werd hij wereldwijd aanbeden als Ambassadeur Satch en had hij internationaal succes met nummers als Stardust, What a Wonderful World, When the Saints Go Marching In, Dream a Little Dream of Me, Ain't Misbehavin' en Stompin' at the Savoy.
Met Hello, Dolly stootte hij zelfs even The Beatles van de top van de hitlijsten. Tot een paar jaar voor zijn dood hield hij een druk toerschema aan. Hoewel hij in later jaren zijn "standaardnummers" van tijd tot tijd wat mechanisch en houterig begon te spelen, kon hij soms ook de saaiste liedjes verlevendigen met een stroom aan noten die zijn band versteld deed staan.
In 1968 had Armstrong nog een laatste wereldhit met het nummer What a Wonderful World. Dit nummer kreeg nog een extra boost onder het wereldwijde publiek toen het in 1987 gebruikt werd in de kaskraker Good Morning, Vietnam. Na opnieuw uitgebracht te zijn voor deze film stond dit nummer wereldwijd een tijdlang nummer 1 op de hitlijsten en het is daarom waarschijnlijk het nummer dat het brede publiek van hem het beste kent. Vreemd genoeg was dit nummer er een van de 150 die radioconglomeraat Clear Channel Communications na de aanslagen op het World Trade Center in New York op 11 september 2001 aanraadde om van de radio te weren.
Armstrong is, onder de noemer vroege invloeden, opgenomen in de Rock and Roll Hall of Fame. Een aantal van zijn solo's uit de jaren vijftig, zoals zijn hard rockende versie van Saint Louis Blues op het album Louis Armstrong Plays W.C. Handy tonen aan dat de invloed wederzijds was.

## Politieke houding
De bijnaam Satchmo en Armstrongs persoonlijkheid resulteerden, samen met zijn natuurlijke drang tot het vermaken en het uitdagen tot reacties van zijn publiek, in een persoonlijkheid - de grijns, het zweet, de handdoek - die gemaakt leek en later in zijn loopbaan een soort van racistisch karakter kreeg. Volgens critici was hij een Uncle Tom. Hij kreeg ook zware kritiek te verduren omdat hij de titel Koning der Zulu's accepteerde (een erebaan binnen de zwarte gemeenschap van New Orleans als hoofd van een leidende, zwarte carnaval krewe, maar een die voor ongeïnformeerde buitenstaanders verbijsterend en aanstootgevend kan zijn - zeker gegeven het traditionele kostuum bestaande uit een kilt van gras en blackface-make-up die diende als satire van de blanke attitude in het Zuiden der Verenigde Staten) tijdens de Mardi Gras van 1949.
Veel van deze gedragingen zijn echter te begrijpen als men bedenkt dat er onbegrip aan ten grondslag ligt, alsmede de tijd en plaats waarin Armstrong opgroeide (het Zuiden van de VS voor 1964 was niet een goede plaats voor een zwarte man om zich politiek correct te gedragen) en het feit dat veel van zijn gedragingen horen bij zijn beroep van entertainer - een beroep waarin zelfspot ook tegenwoordig nog aan de orde van de dag is. Ook stak Armstrong zijn politieke visie niet onder stoelen of banken, zeker niet toen hij een uitlating van President Eisenhower aangaande de schuld voor raciale spanningen - "extremisten aan beide zijden" - afdeed als lafheid van de president ("He's got no guts").

## Nalatenschap
Veel van Armstrongs werken zijn nog altijd razend populair en heden ten dage, decennia na zijn overlijden, zijn er meer exemplaren van zijn werken - uit alle jaren - in omloop dan ooit tijdens zijn leven.
Louis Armstrong heeft een ster op de Hollywood Walk of Fame bij 7601 Hollywood Blvd.
Het Louis Armstrong New Orleans International Airport in Kenner in de staat Louisiana is naar hem vernoemd, evenals de tweede stadium baan van de USTA National Tennis Center in Flushing Meadows Park in Queens, waar de US Open wordt gespeeld.
Hij richtte een fonds op om benadeelde kinderen een opleiding in de muziek te verschaffen, en liet zijn huis en een immens archief aan geschriften, boeken, opnamen en memorabilia achter aan het Queens College in New York, in te gaan na de dood van zijn vrouw Lucille. De archieven van Louis Armstrong zijn toegankelijk voor muziekhistorici en zijn huis in Corona, in Queens, is opengesteld als museum op 15 oktober 2003.

## Discografie

### Singles
| Single met eventuele hitnotering(en) in de Nederlandse Top 40 | Datum van verschijnen | Datum van binnenkomst | Hoogste positie | Aantal weken | Opmerkingen                |
| ------------------------------------------------------------- | --------------------- | --------------------- | --------------- | ------------ | -------------------------- |
| What a Wonderful World                                        | 1967                  | 21-9-1968             | 14              | 12           |                            |
| Almost Persuaded                                              | 1971                  | 24-7-1971             | tip             | -            |                            |
| What a Wonderful World                                        | 1967                  | 20-8-1988             | 2               | 11           | No. 5 in de Single Top 100 |

## NPO Radio 2 Top 2000
| Nummers met noteringen in de NPO Radio 2 Top 2000 | '99  | '00 | '01 | '02  | '03 | '04 | '05 | '06  | '07  | '08  | '09  | '10  | '11  | '12  | '13  | '14  | '15  | '16  | '17  | '18  | '19  | '20  | '21  | '22  | '23  | '24  |
| ------------------------------------------------- | ---- | --- | --- | ---- | --- | --- | --- | ---- | ---- | ---- | ---- | ---- | ---- | ---- | ---- | ---- | ---- | ---- | ---- | ---- | ---- | ---- | ---- | ---- | ---- | ---- |
| Hello, Dolly!                                     | 1327 | -   | -   | 1782 | -   | -   | -   | 1461 | 1830 | 1975 | -    | -    | -    | -    | -    | -    | -    | -    | -    | -    | -    | -    | -    | -    | -    | -    |
| Summertime (met Ella Fitzgerald)                  | -    | -   | -   | -    | -   | -   | -   | 978  | 900  | 1660 | 1311 | 1152 | 1139 | 1146 | 1012 | 1132 | 1167 | 1427 | 1568 | 1188 | 1492 | 1404 | 1477 | 1604 | 1890 | 1912 |
| What a Wonderful World                            | 183  | 473 | 658 | 574  | 433 | 345 | 371 | 281  | 399  | 350  | 476  | 464  | 464  | 423  | 343  | 410  | 369  | 525  | 527  | 531  | 600  | 459  | 514  | 587  | 666  | 769  |

1. ↑  Een '-' betekent dat het nummer niet was genoteerd en een vetgedrukt getal geeft de hoogste notering van een nummer aan.

## Trivia
- In 1959 trad Armstrong op in het Diekman Stadion in Enschede.[4]
- Van vrijdag 13 maart tot en met donderdag 19 maart 1959 speelde Louis Armstrong & His All Stars ook een hele week in Antwerpen, in de toenmalige concertzaal 'Oud België' aan de Kipdorpvest. Op zondag 15 maart waren er zelfs drie voorstellingen, een om 15.00 uur, een om 17.45 uur en een om 20.30 uur. De groep bestond uit Louis Armstrong (trompet en zang), Trummy Young (trombone), Peanuts Hucko (klarinet), Billy Kyle (piano), Mort Herbert (bas), Danny Barcelona (drums) en Velma Middleton (zang). Bij een van de gelegenheden werd het concert opgenomen op film, het is een van de weinige volledige opnames (55 minuten) van een concert van hem uit de jaren 50.